# Saint-Gengoulph
Saint-Gengoulph é uma comuna francesa na região administrativa de Altos da França, no departamento de Aisne. Estende-se por uma área de 7,57 km². Em 2010 a comuna tinha 153 habitantes (densidade: 20,2 hab./km²).